# 音頭
音頭（おんど、おんどう）は声明などにおいて最初に独唱を行う者、あるいは雅楽における各楽器の主となる演奏者のこと。現代ではそれらが転じ、リーダー的な振る舞いを取る事を「音頭を取る」などと表現する。また、それらから派生した以下のようなものを指す。

## 民謡における音頭
日本の民謡において古来より存在した楽曲形式のひとつに、曲の主要部分を独唱者が歌い、唱和者が斉唱する掛け合いのような楽曲があり、この独唱者について音頭と呼んでおり、やがてこのような楽曲そのものを「音頭」と呼称するようになった。
この音頭形式を用いる楽曲は盆踊りなどの祭において用いられることが多く、太鼓や笛の音にあわせ独唱者が独唱し、それに大勢の民衆が「エンヤコラサ」などと合いの手を唱和する事が現代でも見受けられる。音頭形式の楽曲はその地域の伝承などを盛り込んだものが日本各地で作成され、「秩父音頭」「秋田音頭」「河内音頭」「江州音頭」などと名称が付けられるようになった。
その後、レコードの普及により聴取の対象ともなった。聴取対象としての音頭はしばしば演歌に分類される。現在親しまれている音頭には、民謡よりも歌謡民謡、とりわけ明治期末期から昭和初期に流布したものが多い（『東京音頭』、『炭坑節』など）。
また、学校教育の一環である全校ダンスとして、いわゆるフォークダンスとともに音頭に併せて踊ることがなされており、これら若年層を対象とした音頭は今でも作曲されている。そのほか、作曲家の大瀧詠一は、ポップミュージックを組み合わせた『ナイアガラ音頭』などを作曲している。
夏季になると、アニメソングでもしばしば音頭が使用される。
また、大人の間で会社の忘年会などで宴会の余興として音頭が踊られることもある。

## 歌舞伎における音頭
能や歌舞伎の題目「翁」「三番叟」において小鼓を演奏する主演者は「音頭を取り行う」という意味から「頭取」と呼ばれるようになった。これは銀行における役職である頭取の語源となっている。